# École supérieure d'ingénieurs en innovation technologique
L'ESITech (École Supérieure d'Ingénieurs en Technologies Innovantes) est l'école d'ingénieurs de l'Université de Rouen Normandie. Elle est accréditée à délivrer le titre d'ingénieur par le ministère de l'Enseignement Supérieur, de la Recherche et de l'Innovation après avis de la Commission des Titres d'Ingénieurs (CTI). Elle a été créée en 2014 et sa 1re promotion, entrée en 2014 est sortie en 2017 et comptait 27 étudiants. Elle fait partie du Groupe INSA en tant que « INSA partenaire » depuis 2015.
Durant l'année universitaire 2022-2023, l'ESITech a un effectif de 239 étudiants.
Créée avec deux spécialités d'ingénieurs en 2014, l'école propose un premier cycle depuis 2018. 

## Localisation
L’école est située sur le campus universitaire du Madrillet, à proximité immédiate de l’UFR des Sciences et Techniques (UFR ST), à 30 minutes du centre-ville de Rouen, par des lignes de tramway, de métro et de bus dont les arrêts sont très proches.
L’école dispose d’un bâtiment en propre sur le site universitaire accueillant un amphithéâtre de 250 places, des salles de travaux pratiques, une salle de travaux dirigés (TD), et des bureaux. Cependant, la plupart des enseignements ont lieu dans des salles de l’UFR ST.

## Les formations
L'école dispose d'un premier cycle (communément appelée cycle préparatoire intégré) et propose deux spécialités d'ingénieur :
- Physique pour la Santé (officiellement Génie Physique, selon la nomenclature CTI)
- Technologies du Vivant (officiellement Génie Biologique, selon la nomenclature CTI).

Depuis 2021, durant une des deux années du premier cycle ou les deux années, les étudiants peuvent suivre une option « accès santé », qui leur permet d’accéder en 2e année d’études de médecine, pharmacie, odontologie ou maïeutique. Cette passerelle correspond à une LAS (licence accès santé), dispositif créé en 2020 à la suite de la réforme de l'accès aux études de santé. L'ESITech est l'une des trois écoles d'ingénieurs à proposer l'accès santé en premier cycle avec l'ESIEE Paris et ISIS Castres, autre école du Groupe INSA.
La spécialité Physique pour la Santé forme des ingénieurs multidisciplinaires avec des compétences dans les domaines de l’optique, des matériaux, de l’instrumentation, de l’énergétique, du calcul scientifique et de la biologie. Ces compétences trouvent des applications dans le domaine des dispositifs médicaux et de la maintenance dans les industries de santé et de cosmétique.
La spécialité Technologies du Vivant forme des ingénieurs en biotechnologies, c’est-à-dire capables de mettre en œuvre toutes les étapes de la production d’une molécule d’intérêt (en particulier, un biomédicament) par des organismes vivants. Ces compétences trouvent leur application dans les secteurs de l’industrie pharmaceutique et cosmétique. La 5e année de cette spécialité est offerte en contrat de professionnalisation, en partenariat avec le Groupe IMT (formations industries santé et bien-être), organisme de formation spécialisé dans les métiers de production pour les industries pharmaceutiques, cosmétiques et biotechnologiques, qui met ainsi à disposition ses installations dédiées à la bioproduction.
Les métiers des diplômés de l’école sont principalement dans la R&D, l’industrialisation, le support production, la qualité, la gestion de projet, dans des proportions différentes selon les spécialités.